# João Paulo Batista
Pour les articles homonymes, voir Batista.
João Paulo Lopes Batista, né le 29 octobre 1981 à Olinda, au Brésil, est un joueur brésilien de basket-ball. Il évolue au poste de pivot.

## Carrière
Formé à l'université américaine de Gonzaga, João Paulo « JP » Batista rejoint en 2006 l'Europe et le Lietuvos Rytas. En 2008, il signe en France au Mans avec lequel il remporte dès la première année deux trophées, la Semaine des as et la coupe de France. Après une belle saison 2009-2010, il atteint la finale du championnat de France, perdue face à Cholet Basket.
La saison 2010-2011 est plus compliquée pour le Brésilien et son club. Celui-ci qui parvient tout de même à se qualifier pour la deuxième fois de suite pour le Top 16 de l'EuroCoupe et pour la dixième saison consécutive, pour les playoffs du championnat. Le Mans s'incline en deux manches en quart de finale face à Cholet.
Batista est doté d'un large ensemble de mouvements offensifs dos au cercle. Ses qualités athlétiques sont limitées et il reste souvent les pieds au sol.
En février 2014, il est élu MVP de la Leaders Cup 2014.
Alors qu'il prétendait vouloir rester au Mans, il annonce son départ le 25 mai 2014.
Le 16 juin, il s'engage avec Limoges pour disputer l'Euroligue. Il y gagne un titre de champion de France de Pro A.
Il quitte le club pour signer dans son pays natal et avec le club de Flamengo.

## Clubs successifs
- 2006 - 2008 :  Lietuvos rytas LKL ;
- 2008 :  BK Barons LBL ;
- 2008 - 2014 :  Le Mans Sarthe Basket Pro A ;
- 2014 - 2015 :  CSP Limoges Pro A ;
- 2015 - 2018 :  Flamengo NBB ;
- 2018 - 2019 :  Mogi das Cruzes Basquete ;
- 2019 - 2020 :  Le Mans Sarthe Basket Pro A.

## Palmarès

### En club
- 2007 : Vainqueur de la Ligue baltique (Lietuvos rytas) ;
- 2008 : Vainqueur de l'EuroCoupe pour la saison 2007-2008 (BK Barons) ;
- 2008 : Champion de Lettonie (BK Barons) ;
- 2009 : Vainqueur de la Coupe de France (Le Mans Sarthe Basket) ;
- 2009 : Vainqueur de la Semaine des As
- 2014 : Vainqueur de la Leaders Cup (Le Mans Sarthe Basket) ;
- 2015 : Champion de France (Limoges CSP).

### Équipe nationale
- 2007 :  Champion des Jeux panaméricains de Rio de Janeiro (Brésil) ;
- 2007 : 4e au Championnat des Amériques à Las Vegas (États-Unis) ;
- 2008 : Participation au Tournoi Pré-Olympique à Athènes (Grèce) ;
- 2009 :  Champion des Amériques à San Juan (Porto Rico) ;
- 2010 : Participation au Championnat du Monde à Istanbul (Turquie) ;
- 2013 : 9e au Championnat des Amériques à Caracas (Venezuela).

### Distinctions personnelles
- 2014 : MVP de la Leaders Cup (Le Mans Sarthe Basket).